# Museo del Risorgimento e istituto mazziniano
Il Museo del Risorgimento - Istituto Mazziniano è un polo museale di Genova, istituito nel 1934, interamente dedicato agli eventi del Risorgimento italiano e, in particolare, ad alcune figure di spicco di quello specifico momento della storia italiana strettamente legate al capoluogo ligure, quali Giuseppe Mazzini, Giuseppe Garibaldi e Goffredo Mameli, autore del Canto degli Italiani, l'inno nazionale italiano.
Situato in via Lomellini 11, è ospitato nell'antico Palazzo Adorno (XV secolo), in quella che fu la casa natale di Mazzini; è stato restaurato nel 2005 e riaperto al pubblico in coincidenza con il bicentenario della nascita del grande pensatore.

## Il percorso tematico

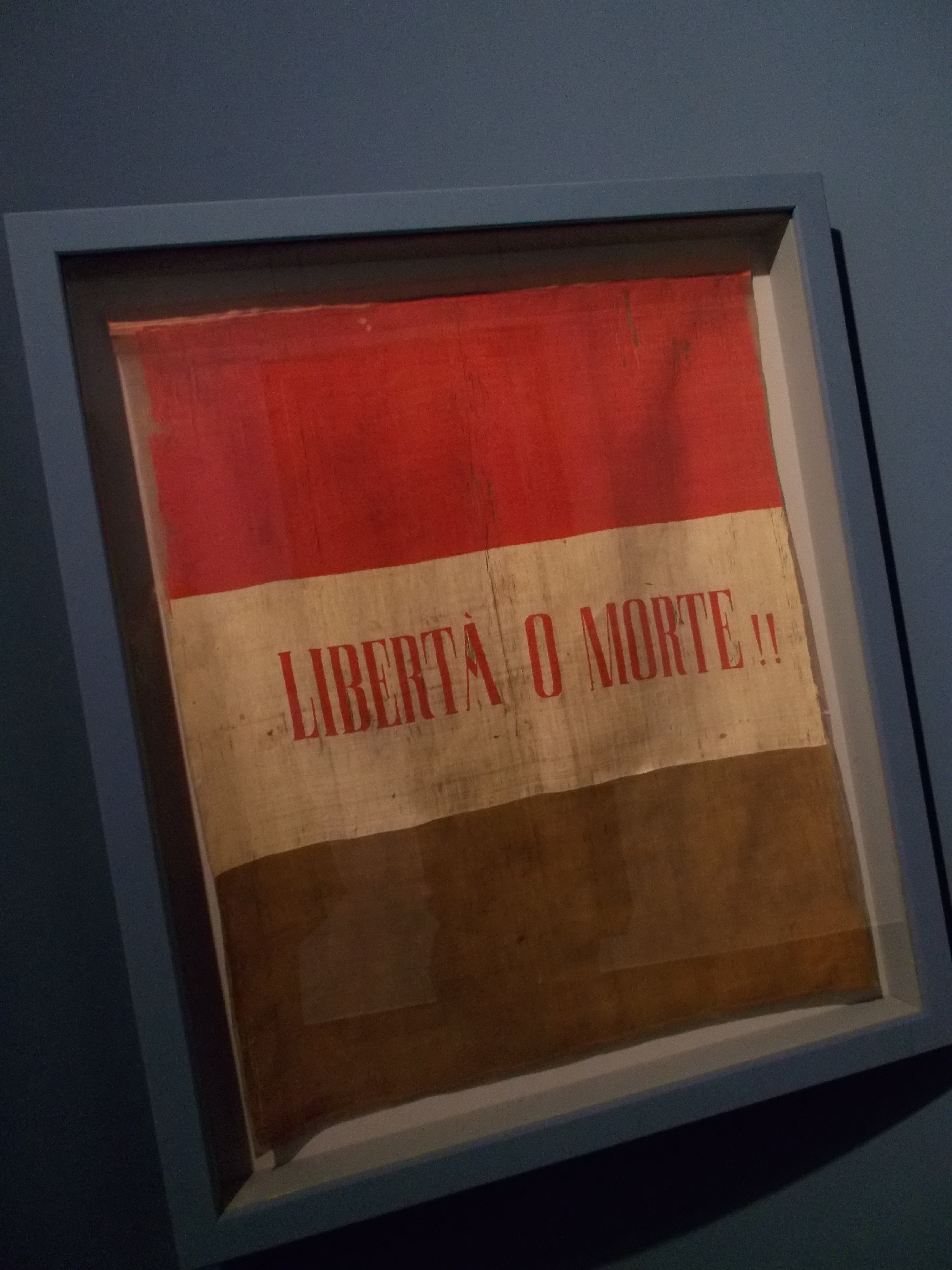
Bandiera garibaldina con la scritta "libertà o morte", che è conservata nel museo

Il museo-sacrario conserva documenti e cimeli che illustrano - sia in senso cronologico che tematico - un percorso storico che va dalla rivolta popolare generata dal Che l'inse? (Chi ha ad iniziare?) del giovane Balilla all'era giacobina di inizio XIX secolo, dalla Repubblica Ligure, ai primi fermenti della Giovine Italia, dallo statuto firmato da Carlo Alberto di Savoia nel 1848, alle guerre di indipendenza, dall'impresa dei Mille, a Roma Capitale nel 1849 con la reggenza del triumvirato Mazzini-Saffi- Armellini.
In precedenza, la struttura era ospitata all'ultimo piano del Palazzo Bianco, nell'attuale Via Garibaldi, un tempo la Via Aurea, dove ha sede il Comune e dove sono ubicati i più bei palazzi genovesi.
L'antica sede venne inaugurata il 5 maggio 1915 in occasione del cinquantacinquesimo anniversario della spedizione dei Mille. 
Nello stesso giorno il poeta Gabriele D'Annunzio rivolse dallo scoglio di Quarto un appassionato discorso alla folla accorsa per i festeggiamenti (e due settimane dopo l'Italia sarebbe stata coinvolta nell'inizio della prima guerra mondiale).
Nella casa natale di Mazzini era già esistente una sorta di sacrario, adornato con cimeli e documenti relativi al grande pensatore ed esule; il Museo risorgimentale - il cui allestimento fu curato da Achille Neri che ne aveva compilato un catalogo in due volumi, unendo alle opere esposte anche le raccolte bibliografiche e archivistiche del periodo risorgimentale conservate nei depositi del vicino Palazzo Rosso - vi fu trasferito soltanto nel 1934, con l'arricchimento dell'archivio e della biblioteca che costituiscono tutt'oggi una fondamentale componente dell'annesso Istituto Mazziniano.

## Personaggi ed eventi storici

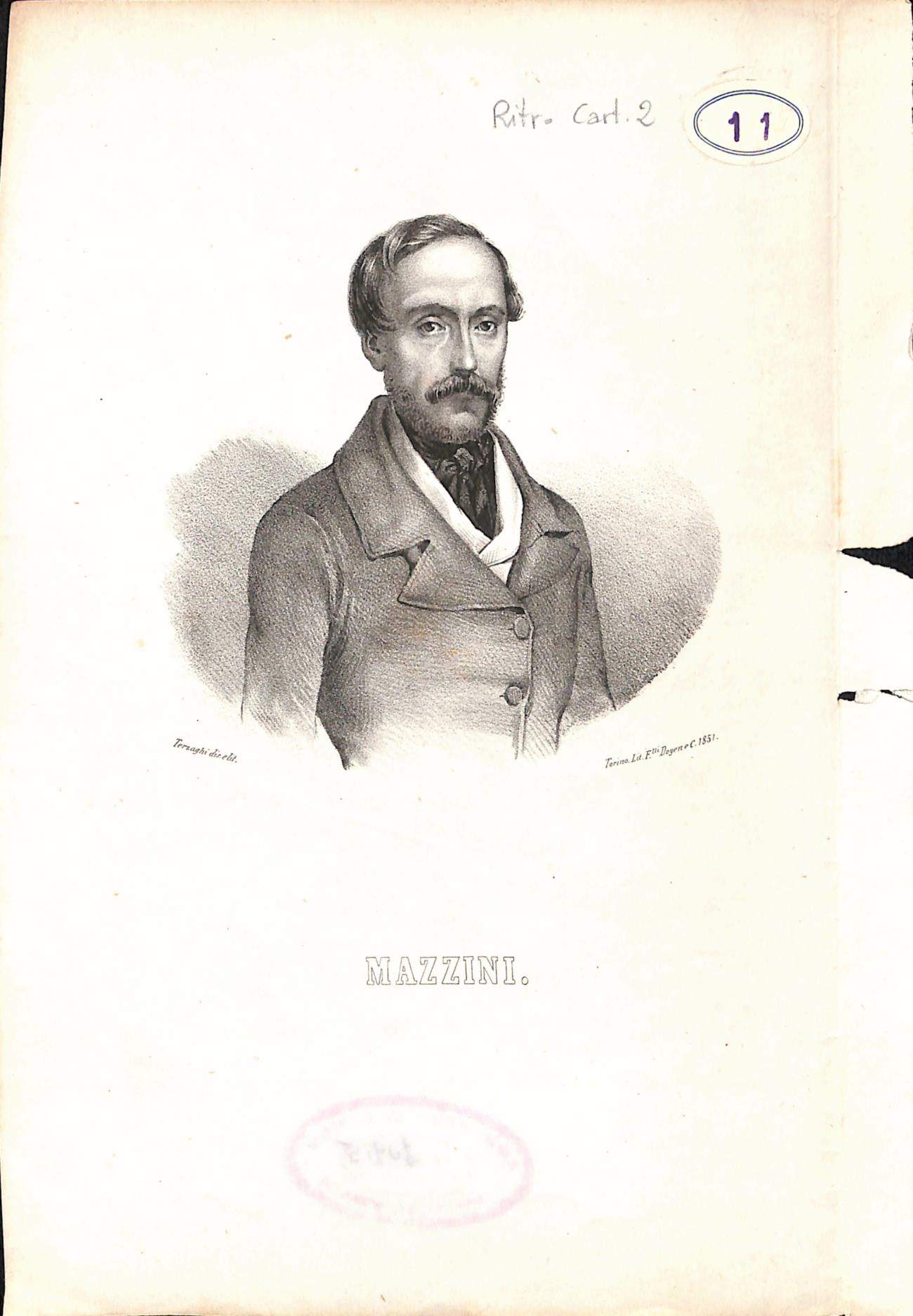
Giuseppe Mazzini nacque in via Lomellini nella casa oggi Museo risorgimentale

Lo storico Palazzo Adorno, sede del Museo del Risorgimento - Istituto Mazziniano, subì già alla fine del XVIII secolo profonde trasformazioni, in coincidenza con il passaggio della borghesia emergente al prestigioso e vicino quartiere di Via Aurea.

Giacomo e Maria Mazzini, genitori di colui che diventerà uno dei massimi pensatori e patrioti dell'Italia avviata all'unificazione, vi abitarono dal 1794 al 1809 prima di trasferirsi in Salita dei Forni. Qui nacquero i loro figli: Rosa, Maria Antonietta, Giuseppe (nel 1805) e Francesca.
Quando il 10 marzo 1872 il grande esule morì - trovando sepoltura nel Cimitero monumentale di Staglieno - gli operai genovesi organizzarono una sottoscrizione per acquistare tre piccole stanze dell'appartamento abitato dai Mazzini, tra cui quella in cui il pensatore fondatore dei moti carbonari e della Giovine Italia vide la luce, per realizzarvi un sacrario-museo. 

La struttura venne poi donata nel 1875 al Comune di Genova che ne garantì l'apertura al pubblico.
Dichiarato monumento nazionale nel 1925, fu quindi acquistato dal governo per raccogliere in un unicum le testimonianze storiche del periodo risorgimentale. 

Il 22 giugno 1934, infine, si inaugurò l'Istituto Mazziniano che completava la sede museale con una biblioteca ed un archivio storico-risorgimentale.
In quattordici sale disposte su più piani tra di loro collegate e supportate da moderne tecnologie multimediali, sono testimoniati - con bandiere ed alabarde, quadri, stampe, fotografie, libri, gessi, armi, uniformi garibaldine e dei Carabinieri genovesi, vari oggetti, come la chitarra di Mazzini creata dal liutaio Gennaro Fabbricatore e mobilia d'epoca - oltre cento anni di storia di Genova e dell'unificazione d'Italia, dalla metà del XVIII alla metà del XIX secolo.
Viene dato conto - oltre che dei protagonisti delle lotte, delle sconfitte ma soprattutto del sogno della Giovine Italia (con in testa Carlo Pisacane) - di episodi per certi versi misconosciuti dalla storiografia ufficiale, come la rivolta di Genova del 1849.
In particolare, nell'archivio del museo sono conservati oltre 60.000 manoscritti su personaggi ed associazioni rappresentativi del movimento democratico mazziniano, le carte di Jacopo Ruffini e dei suoi fratelli Agostino e Giovanni, quelle di Goffredo Mameli e della Confederazione Operaia attiva dal 1854 al 1925. Tra gli scritti di Mazzini figurano gli Zibaldoni giovanili e alcuni capitoli dei Doveri dell'uomo.
La biblioteca ospita invece oltre 40.000 tra libri, opuscoli storici, giornali, oltre a 35.000 unità provenienti dalla raccolta della Biblioteca popolare Giuseppe Mazzini, giunta integra dalla sua fondazione, avvenuta nel 1905.
Di particolare rilievo - oltre naturalmente a quelle dedicate a Giuseppe Mazzini e a Giuseppe Garibaldi - sono le sezioni che riguardano Goffredo Mameli e il suo inno dedicato agli italiani - musicato sul testo di Michele Novaro - di cui è esposto l'autografo; ugualmente l'epopea garibaldina in tutto il suo svolgersi è doviziosamente illustrata.
Il percorso cronologico va ad intrecciarsi con momenti di approfondimento su particolari temi e personaggi, come nel caso - di particolare suggestione e ricchezza informativa - del quadro di Tetar van Elven che illustra i momenti immediatamente precedenti la partenza della spedizione dei Mille dallo scoglio di Quarto nella notte fra il 5 ed il 6 maggio del 1860.